# Lev Aleksandrovič Mej
Lev Aleksandrovič Mej (in russo Лев Алекса́ндрович Мей?) (Mosca, 13 febbraio 1822 – 16 maggio 1862) è stato un poeta e drammaturgo russo.
Fu vicino agli slavofili della rivista Il moscovita, alla quale collaborò sino al 1853.
Poeta di vasta cultura, notevole per delicato lirismo e raffinatezza di linguaggio, compose versi su temi biblici (il poema  Giuditta, 1855), su motivi classici (Frine, Galatea,  La danzatrice, 1849-60; e il dramma in versi Servilia) e su temi antico-slavi, dove manifestò tutto il suo talento in rifacimenti e traduzioni in russo moderno di antiche byliny e canti storici (Volchov, Canto della schiera di Igor, 1841-50) e in drammi su vari episodi di storia russa (La fidanzata dello zar, 1849; La fanciulla di Pskov, 1859), entrambi musicati da Nikolaj Rimskij-Korsakov).